# Florești (Rumänien)
Florești är en rumänsk kommun i länet (județ) Cluj i landskapet Transsylvanien. Befolkningen uppgår till strax över 10 000 invånare.
Florești är en sammanslagning av byarna Florești, Luna de Sus och Tăuți.